# Wang Chong
Wang Chong (ur. 27, zm. ok. 97–100) – chiński filozof, racjonalista. Sprzeciwiał się metafizycznym i ezoterycznym doktrynom ówczesnego konfucjanizmu i dowodził, że wszystkie uznawane za nadprzyrodzone zjawiska są w istocie pochodzenia naturalnego, a nie zsyłane przez Niebiosa, jak wówczas sądzono.
Pochodził z ubogiej rodziny mieszkającej w Guiji (dzisiejsze Shangyu) w prowincji Zhejiang. Młodość spędził z Luoyangu, gdzie odbywał studia. Zgodnie z przekazami był zbyt ubogi, by kupować książki, czytał je więc na straganach. Po zakończeniu studiów około 54 roku powrócił do rodzinnej miejscowości, gdzie zajmował stanowiska urzędnicze w lokalnej administracji, poświęcając się równocześnie pracy naukowej.
Wang Chong pozostawił po sobie napisany około piętnaście lat przed śmiercią traktat Rozprawy krytyczne (論衡, Lùnhéng), utrzymany w duchu radykalnego racjonalizmu, zawierający ostrą krytykę przesądów i wierzeń z jego epoki. Dzieło to zawierało szerokie rozważania dotyczące podstaw astronomii i meteorologii.